# 丰特拉佩尼亚
丰特拉佩尼亚，是西班牙卡斯蒂利亚-莱昂萨莫拉省的一个市镇。 总面积58平方公里，总人口989人（2001年），人口密度17人/平方公里。